# 科羅布奇涅 (諾索夫卡區)
50°57′45″N 31°42′30″E / 50.96250°N 31.70833°E
科羅布奇涅（烏克蘭語：Коробчине），是烏克蘭北部的村莊，隸屬切爾尼希夫州的尼任區。該村面積0.07平方公里，海拔高度126米，2001年人口151，人口密度每平方公里2,097.2人。